# Heinrich Conried

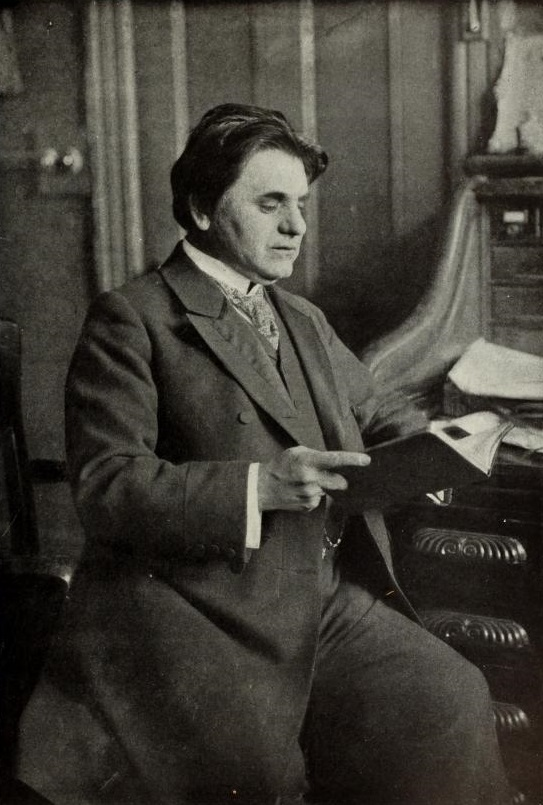
Heinrich Conried.

Heinrich Conried, född 3 september 1855, död 27 april 1909, var en österrikisk skådespelare och teaterledare.
Conried kom efter anställningar i Wien och Berlin redan 1877 till New York som skådespelare och regissör vid den tyska Germaniateatern. Han ledde från 1881 Thaliateatern, från 1892 Irvingplace-teatern, och 1903-1907 Metropolitan Opera, där han införde Richard Wagners scenvigningsfestspel Parsifal och Richard Strauss’ opera Salome. Han tog också den italienske operastjärnan Enrico Caruso till New York och engagerade honom på Met.